# O Direito de Nascer (1966)
O Direito de Nascer foi uma telenovela brasileira que foi produzida e exibida em Curitiba pela TV Paraná Canal 6 às 21h15, entre 3 de janeiro de 1966 e 20 de setembro de 1966. Além de ser exibida em Curitiba, a novela veiculou em grande parte dos estados do Paraná e Santa Catarina. 
Foi uma das 4 adaptações para a televisão brasileira da radionovela homônima do escritor cubano Félix Caignet, e seguiu a primeira adaptação, que fora feita pela TV Tupi São Paulo e TV Rio entre 7 de dezembro de 1964 e 13 de agosto de 1965. Foram feitas posteriormente mais duas adaptações para novela no Brasil, sendo elas O Direito de Nascer (1978), pela TV Tupi e O Direito de Nascer (2001) do SBT.

## Sinopse
D. Rafael e D. Ramiro eram inimigos, mas a filha de D. Rafael, Maria Helena, se apaixona pelo filho de D. Ramiro, Alfredo Martins. Maria Helena engravida de Alfredo, que exige que ela aborte. Ela recusa e D. Rafael determina que a criança seja morta. Dolores, empregada negra da família, foge com a criança, Albertinho, e a cria. Maria Helena vai para um convento. Albertinho se forma em medicina, e quando D. Rafael adoece, Albertinho resolve ser o doador do sangue para salvá-lo. Assim salva a vida do homem que fez de tudo para que ele não vivesse, e se casa com sua neta, Isabel Cristina.

## Histórico
O cubano Félix Caignet escreveu a radionovela O Direito de Nascer em 1946, tornando-se um grande sucesso, pois foi exibida em vários países e com diversas reedições ao longo das décadas. No Brasil, a primeira versão da história foi transmitida pela Rádio Nacional do Rio de Janeiro no início dos anos 1950, e a partir de 5 de dezembro de 1964 a TV Tupi de São Paulo passou a exibir O Direito de Nascer diariamente às 21h15.
A TV Paraná Canal 6 a exibiu em Curitiba e outras cidades do paraná e Santa Catarina. O primeiro capítulo foi lançado em 3 de janeiro de 1966, com uma prévia apresentação de Aluisio Finzeto, então Diretor da TV Paraná e os atores Airton Muller e Aracy Pedrozo foram apresentados ao público, pelos papéis de Albertinho Limonta e Isabel Cristina. O Canal 6 lançara um concurso em 1965, para que o público adivinhasse quem seriam os atores que interpretariam a Isabel Cristina e o Albertinho Limonta na novela paranaense. O prêmio era uma viagem ao Rio de Janeiro para duas pessoas, para ver o Carnaval de 1966. As ganhadoras, anunciadas pelo Diário do Paraná em 4 de janeiro de 1966, foram Maria do Rocio Paschoalino e Mariana J. Hecke.[carece de fontes?] Durante o ano de 1965, enquanto se anunciava a novela, curiosamente foi exibido no Cine São João, em Curitiba, o filme mexicano homônimo de 1952.[carece de fontes?]
Em 16 de janeiro de 1966, foi anunciado o ator de 10 anos que faria o papel de Albertinho Limonta em criança, Paulo César Andriguetto.[carece de fontes?]
No período de transmissão da novela, ocorreram várias curiosidades. Odelair Rodrigues, por exemplo, que interpretava Mamãe Dolores, recebeu durante a gravação um pacote anônimo proveniente da cidade de Joinville, com roupinhas para recém-nascido, de uma telespectadora que se emocionou ao assistir a novela.[carece de fontes?] Houve também uma homenagem prestada pelo Canal 6 e Lojas Nasser ao bebê que interpretou o Albertinho Limonta.[carece de fontes?]
A novela carregou consigo grande pompa em sua veiculação, com visitas do elenco a várias cidades do interior do Paraná e Santa Catarina, e grandes eventos em sua finalização. Apresentou várias filmagens externas, como o casamento de Izabel Cristina e Albertinho Limonta, que foi gravado em 7 de setembro de 1966, às 14 horas, na Capela do Colégio Cajuru, onde o ator Clovis Aquino foi orientado pelos padres da Igreja Nossa Senhora do Perpétuo Socorro. A população curitibana foi convidada para participar e assistir a filmagem.[carece de fontes?] Em 18 de setembro de 1966 foi organizada uma Festa de Encerramento, no Cine Vitória, quando a população também recebeu convites. Nessa festa os atores principais foram agraciados com o Troféu Curumim.[carece de fontes?]

## Elenco
- Odelair Rodrigues[3] - Mamãe Dolores
- Ailton Muller - Albertinho Limonta
- Aracy Pedrozo - Isabel Cristina[carece de fontes?]
- Claudete Baroni - Maria Helena
- Edson D’Avila - Don Rafael
- Lala Schneider - Conceição
- José Basso - Jorge Luiz
- Paulo César Andriguetto - Albertinho Limonta na infância[carece de fontes?]
- Saly Silvia
- Mauro de Córdoba
- Daniel Santos
- Delcy D’Ávila
- Luiz Arnaldo
- Clovis Aquino
- Aristeu Berger
- Gilda Elisa
- Suely Mara
- Lourdes Bergmann
- Rosa Azevedo
- Dora Ely
- Zefe Querollo
- Sansores França
- Alceu Honorio